# شهر شش دروازه
شهر شش دروازه نامی است که مردم به واسطهٔ آن که کرمان در گذشته شش دروازه داشته‌است، بر آن نهاده‌اند.

در سال ۱۲۹۳ ه. ق دور شهر کرمان با حصاری که طول آن از دروازه خراسانی (دروازه گبری) در شمال تا دروازه رق آباد در جنوب و عرض آن از دروازه وکیل در شرق تا دروازه ارگ در غرب بابرج و بارو و خندق‌هایی به عرض تقریبی ده متر و عمق چهار متر، محصور بوده‌است.
این شش دروازه عبارتند از:
- دروازه وکیلاین دروازه را چون محمد اسماعیل خان وکیل الملک-طاب ثراه- بنا نهاد، موسوم به دروازه وکیل است ولی چون نزدیک به مسجد جامع بوده مردم به آن دروازه مسجد می‌گفتند.

این دروازه در شرق شهرکرمان قرار داشته‌است.
- دروازه ناصری که در شرق محله شهر بوده و آن را نیز محمد اسماعیل خان وکیل الملک نوری بنا نهاد.

این دروازه در شمال شرقی شهرکرمان قرار داشته‌است.
- دروازه خراسانچون رو به خراسان باز می‌شده دروازه خراسان نام نهاده بودند؛ و همچنین مشهور بهدروازه گبری به دلیل مجاورت با محله‌ای در خارج شهر که در آن زرتشتیان سکونت داشته‌اند، بوده.

این دروازه در شمال شهرکرمان قرار داشته‌است.
- دروازه سلطانی که به حکم سلطان شاهرخ باز شده و دروازه دولت هم نامیده می‌شود.

این دروازه در غرب شهرکرمان قرار داشته‌است.
- دروازه ارگ که آن را دروازه باغ یا دروازه باغ نظر نیز می‌گویند چون ارگ ومیدان مشق وتوپخانه و منزل ایالت است. در سال۱۲۲۵ ه. ق به امر ابراهیم خان ظهیر الدوله ساخته شده و به سمت شمال باز می‌شده.

این دروازه در غرب شهرکرمان قرار داشته‌است.
در كناب فرماندهان كرمان نوشته شيخ يحيي احمدي كرماني و به تصحيح و تحشيه دكتر محمد ابراهيم باستاني پاريزي در ذكر فرمانده هشتم موسوم به سيف الملوك ميرزا، دروازه ارگ را از اقدامات تقي خان دراني مي داند.
اين دروازه بعدها توسط ابراهيم خان ظهير الدوله تغييراتي در آن ايجاد شد. 
پس از آنكه تقي خان دراني حكومت كرمان را در دست گرفت برج و باروئي در اين منطقه از كرمان در محل فعلي چهارراه بهداري بنا كرد كه تا به امروز نيز از ميان شش دروازه و حصار كرمان تنها از همين دروازه ارگ بقايايي مانده است كه امروزه نيز در حال مرمت مي باشد.
- دروازه رق آباد (دروازه ریگ آباد) چون بیرون این دروازه مزرعه‌ای به نام رق آباد بوده به این نام معروف شده‌است. این دروازه در سال ۱۳۱۱ هجری به امر عبد الحسین میرزای فرمانفرما-سالار لشکر-بنا شده است و به دروازه ریگ آباد نیز معروف بوده. این دروازه در جنوب شهر کرمان قرار داشته‌است.[۱]